# Masia abandonada (Canet d'Adri)
La Masia abandonada és una obra de Canet d'Adri (Gironès) inclosa a l'Inventari del Patrimoni Arquitectònic de Catalunya.

## Descripció
És una construcció de planta rectangular desenvolupada en planta baixa i planta pis. La coberta és de teula àrab a dues vessants, acabada amb un ràfec que combina teula i rajol. Les parets portants són de maçoneria amb carreus a les cantonades i emmarcant les obertures. La porta principal és un arc de mig punt fet amb dovelles de pedra. Les finestres del primer pis són emmarcades per carreus bisellats i ampit motllurat que descansa sobre carreus. Interiorment la casa s'estructura en tres crugies perpendiculars a la façana.

## Història
A la llinda de la finestra situada sobre la porta principal hi ha cisellat l'any 1510. A la llinda d'una finestra lateral hi ha l'any 1683.